# International Superstar Soccer Pro Evolution
International Superstar Soccer Pro Evolution (skraćeno: ISS Pro Evolution, u Japanu Winning Eleven 4) pretposljednja je igra u ISS serijalu japanskog proizvođača Konamija, izdana za PlayStation. ISS Pro Evolution je izašao u svibnju 1998. godine.

## Igra
Nova je ISS igra bila najbolja do tada. Sadržavala je mnogo više opcija nego prethodne igre iz serijala. U njoj se po prvi put pojavljuju nogometni klubovi (do tada su bile samo reprezentacije), stadioni (bilo ih je deset), poboljšana je opcija "Uređivanje" (eng. Edit), a dodana je nova opcija "Master liga" (eng. Master League), koja se kasnije pojavljuje u svim igrama Pro Evolution Soccer serijala. Dodani su trofeji za kupove i lige, te bonusi koji su se mogli otključati. ISS Pro Evolution je bila jedna od najprodavanijih igara u godinama 1999. i 2000.

## Momčadi

#### Klubovi
ISS Pro Evolution je prvi naslov u serijalu, koji (uz reprezentacije) sadrži i nogometne klubove, a koji su se pojavljivali samo u opciji "Master League" ("Master" liga). Klubova je bilo 16, a imali su po 22 igrača. Igrači i dresovi su bili iz sezone 1998./1999.
- Manchester (Manchester United)
- London (Arsenal)
- Chelsea (Chelsea F.C.)
- Liverpool (Liverpool F.C.)
- Monaco (AS Monaco)
- Marseille (Olympique de Marseille)
- Dortmund (Borussia Dortmund)
- München (Bayern München)
- Barcelona (F.C. Barcelona)
- Madrid (Real Madrid)
- International (Internazionale Milano)
- Torino (Juventus)
- Milano (A.C. Milan)
- Roma (S.S. Lazio)
- Parma (AC Parma)
- Amsterdam (Ajax Amsterdam)

### Reprezentacije
Broj reprezentacija je bio povećan u odnosu na prethodne ISS-ove. Reprezentacije ponovo nisu imale licencu, ali su imale prava imena, dresove (glavni, zamjenski i vratarski) i znakove (zastave). Svaka se reprezentacija sastojala od 22 igrača.

Reprezentacije koje su se nalazile u ISS-u Pro Evolution:
| - Irska - Sjeverna Irska - Škotska - Wales - Engleska - Portugal - Španjolska - Francuska - Belgija - Nizozemska - Luksemburg1 - Švicarska - Italija - Češka - Njemačka - Danska - Norveška - Švedska - Finska1 - Island1 - Farski otoci1 - Slovenija1 - Andora1 - San Marino1 - Poljska - Slovačka1 | - Austrija - Mađarska1 - Hrvatska - Savezna Republika Jugoslavija - Rumunjska - Bugarska - Grčka - Turska - Ukrajina1 - Rusija - Albanija1 - Latvija1 - Maroko - Tunis - Egipat - Obala Bjelokosti1 - Nigerija - Kamerun - JAR - Senegal1 - Gvineja1 - Malavi1 - Gana - Alžir1 - Mali1 - Liberija - Kanada - Dominikanska Republika - SAD - Belize - Meksiko - Dominika - Jamajka | - Trinidad i Tobago1 - Kostarika1 - Dominika1 - Grenada1 - Gvatemala1 - Barbados1 - Honduras1 - Kolumbija - Brazil - Peru - Čile - Bolivija1 - Paragvaj - Urugvaj - Argentina - Ekvador1 - Venezuela1 - Japan - Južna Koreja - Kina1 - Iran - Uzbekistan1 - Kazahstan - Afganistan1 - Sjeverna Koreja1 - UAE - Saudijska Arabija - Australija - Novi Zeland1 - Fidži 1 - Papua Nova Gvineja1 |

Bilješke:

1 Ove se reprezentacije prvi put pojavljuju u ISS serijalu

## Stadioni
| #  | Stadion                | Pravo ime                 | Kontinent     | Država     | Nogometni klub            |
| -- | ---------------------- | ------------------------- | ------------- | ---------- | ------------------------- |
| 1  | Apex Twin              | Wembley Stadium           | Europa        | Engleska   | Engleska                  |
| 2  | Trad Brick             | Old Trafford              | Europa        | Engleska   | Manchester United         |
| 3  | Parc des General       | Parc des Princes          | Europa        | Francuska  | Paris Saint-Germain       |
| 4  | Stade du disque volant | Stade de France           | Europa        | Francuska  | Francuska                 |
| 5  | Olympia Stadion        | Olympiastadion Berlin     | Europa        | Njemačka   | Club Sport Emelec         |
| 6  | Bayern Stadion         | Olympiastadion München    | Europa        | Njemačka   | FC Bayern München (bivši) |
| 7  | Colosseo di Lombardia  | San Siro                  | Europa        | Italija    | FC Inter i AC Milan       |
| 8  | Postbus Arena          | Amsterdam ArenA           | Europa        | Nizozemska | Ajax Amsterdam            |
| 9  | Plaza de Santiago      | Estadio Nacional de Chile | Južna Amerika | Čile       | Čile i Universidad        |
| 10 | Pacific Stadium        | Shah Alam Stadium         | Azija         | Malezija   | Selangor FA               |